# Sampleïta
La sampleïta és un mineral de la classe dels minerals fosfats, i dins d'aquesta pertany a l'anomenat “grup de la lavendulana”. Va ser descoberta l'any 1942 a la mina Chuquicamata, a la Regió d'Antofagasta (Xile), i porta el seu nom en honor de Mat Sample, superintendent de mines de Xile Exploration Company, Chuquicamata, Xile.

## Característiques químiques
És un compost de clorofosfat hidratat de coure, calci i sodi. És el fosfat anàleg de la lavendulana, i té un polimorf conegut.

## Formació i jaciments
És un mineral d'aparició rara, que es forma a la zona d'oxidació de jaciments de minerals del coure en climes àrids; també es pot formar a l'interior de coves, amb sulfurs de coure que reaccionen amb el guano de les ratapinyades que habiten la cova.
Sol trobar-se associat a altres minerals com: atacamita, libethenita, pseudomalaquita, torbernita, crisocol·la, guix, calcita, jarosita o limonita.